# Краеведческий музей (Хердекке)

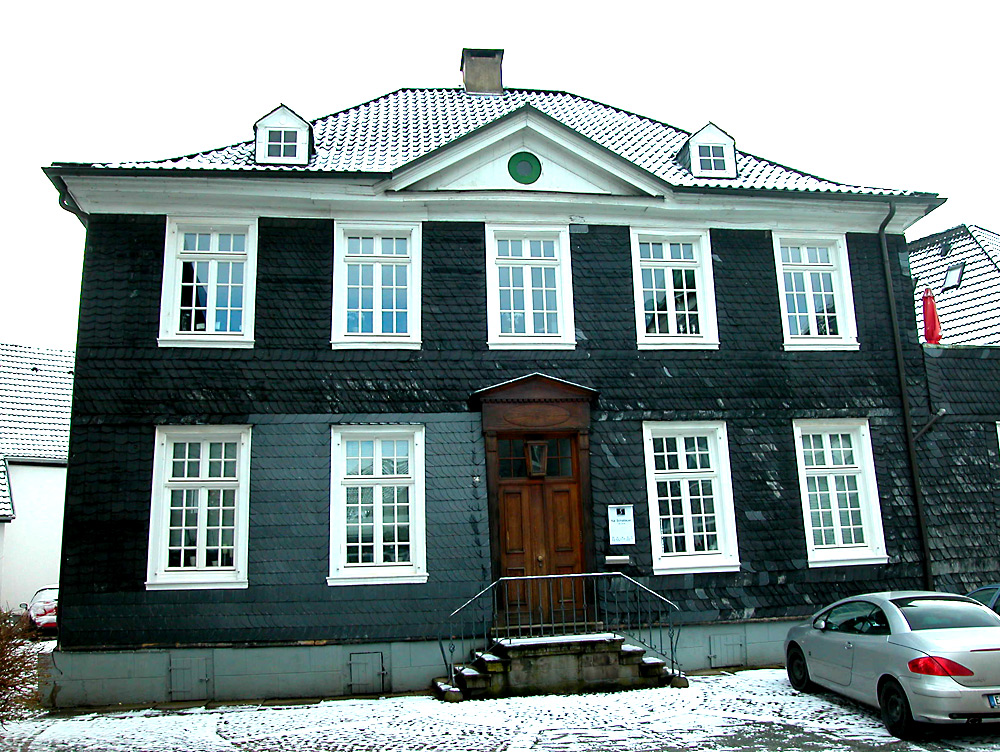
Краеведческий музей. Хердекке. (1993-2013)

Здание краеведческого музея является одним из центральных зданий города Хердекке, Германия  и, как исторический памятник, охраняется законом. Одна из достопримечательностей паломнического маршрута по пути святого Иакова в Вестфалии.

## История
На месте этого здания в начале XIX века стояло другое жилое сооружение, в котором с 1791 по 1811 годы проживала последняя настоятельница свободно-светского штифта[уточнить]. В 1812 году штифт был ликвидирован и через небольшое время здание купил известный местный торговец Гук (H. Hueck). Проинспектировав постройку, он решает на её месте построить новую, но оставить в качестве фундамента крепкий сводчатый подвал из местного блочного рурского песчаника. В 1815 году здание украсило площадь города, сохранившую в своём названии воспоминание о церковном прошлом — площадь Штифта (Stiftplaz).
Новое здание получило у горожан название «Вилла Родная комната» (Ville Heimatstube). Это неофициальное название сохранилось до наших дней.
Внутреннее строение здания симметрично относительно центрального лестничного пролёта. Визуально это подчёркивается треугольным фронтоном, в котором размещено круглое отверстие, через которое на лестницу падает свет. Для утепления здание снаружи покрыто пластинами чёрного глинистого сланца.

## Использование
В настоящее время в этом историческом здании располагается городской архив.
С 1993 года здесь помещена постоянно действующая выставка-экспозиция истории региона.
25 октября 2008 года в городе случился крупный пожар, в результате которого сгорело здание евангелического общества, поэтому остатки находившейся в нём библиотеки были переведены в здание краеведческого музея.
В 2013 году музей закрылся в связи со строительством нового здания.